# Acritoptila ouenghica
Acritoptila ouenghica är en nattsländeart som beskrevs av Wells 1995. Acritoptila ouenghica ingår i släktet Acritoptila och familjen smånattsländor. Inga underarter finns listade i Catalogue of Life.